# La Licorne (goélette)
La Licorne (ex Frya) est une goélette à trois mâts et huniers, construite en 1907 à Marstall au Danemark.

La Licorne, depuis 2012, est sous pavillon français, après restauration. Elle peut accueillir 11 passagers dans 5 cabines doubles ou triples. Un salon est installé dans le grand roof. 

Son port d'attache est actuellement Saint-Valery-en-Caux. Elle navigue surtout en Manche et le long des côtes bretonnes.
La Licorne est, depuis 2013, labellisée Bateau d'intérêt patrimonialpar l'Association patrimoine maritime et fluvial.

## Histoire
La Licorne est l'un des plus anciens voiliers encore à flot. Elle avait été lancée sous le nom de Olaf Petersen. C'était un caboteur danois, effectuant le transport de marchandises entre le Danemark et l'Islande. 

En 1910, elle passa sous le pavillon de la Compagnie Orum et Wulff et fut rebaptisée Marij. Elle continua ses rotations entre Copenhague et l'Islande, principalement pour le transport du courrier. 

En 1914, vendue à un armateur finlandais, elle fut affectée au transport du sel entre l'Espagne et Terre Neuve. 

En 1929, elle fut achetée par un armateur allemand et prit le nom de  Petsamo, puis de Freia. Elle fut utilisée comme navire marchand et navire-école.

En 1958, elle fut convertie en cargo, par suppression de sa mâture et ajout d'un moteur de 100 ch.

En 1961, le bateau fut racheté par les Hollandais Peter et Greet de Grote, qui lui rendirent son gréement et changèrent son nom en Frya. A l'achat, le navire fut négligé, avec seulement un mât de chargement court après une seule soute ouverte, rouillé après des années de transport de sel entre Danemark et son islandes atlantique. Seules la coque, le gouvernail et le guindeau sont encore d'origine. Les nouveaux propriétaires trouvent 4 vieux mâts d'un navire à voile beaucoup plus grand sur un chantier de démolition nord-allemands. Ils achètent les extrémités supérieures pour être utilisées comme mâts et un beaupré pour la Frya.[Qui ?]. Il faut plus que dix ans pour construire l'intérieur et le remettre en état de naviguer. Depuis 1975, le Frya, lieu a Amsterdam, navigue avec des hôtes payants, au lac Ijsselmeer au printemps et en automne, et en été sur la mer du Nord et surtout sur la mer Baltique.
En 1992 enfin, il fut acheté par le Français Jacques Buret et eut pour port d'attache Dunkerque. Le nouveau propriétaire, lassé des tracasseries de l'administration maritime française le transféra sous pavillon anglais.

En 2011 (septembre), Frya est en vente au port de Paimpol. Racheté, il subit une restauration et prend le nom de La Licorne en 2012. Elle est classée, en 2013, comme Bateau d'intérêt patrimonial.

## Manifestations de grands voiliers
Sail Amsterdam en 1980
Participation à Rouen :
- de la liberté en 1994.
- Armada du siècle en 1999.
- Armada de Rouen 2023.

Sa présence est annoncée aux Fetes maritimes de Brest 2024.
Nombreuses participations aux rassemblements maritimes de Brest et Douarnenez.

## Galerie

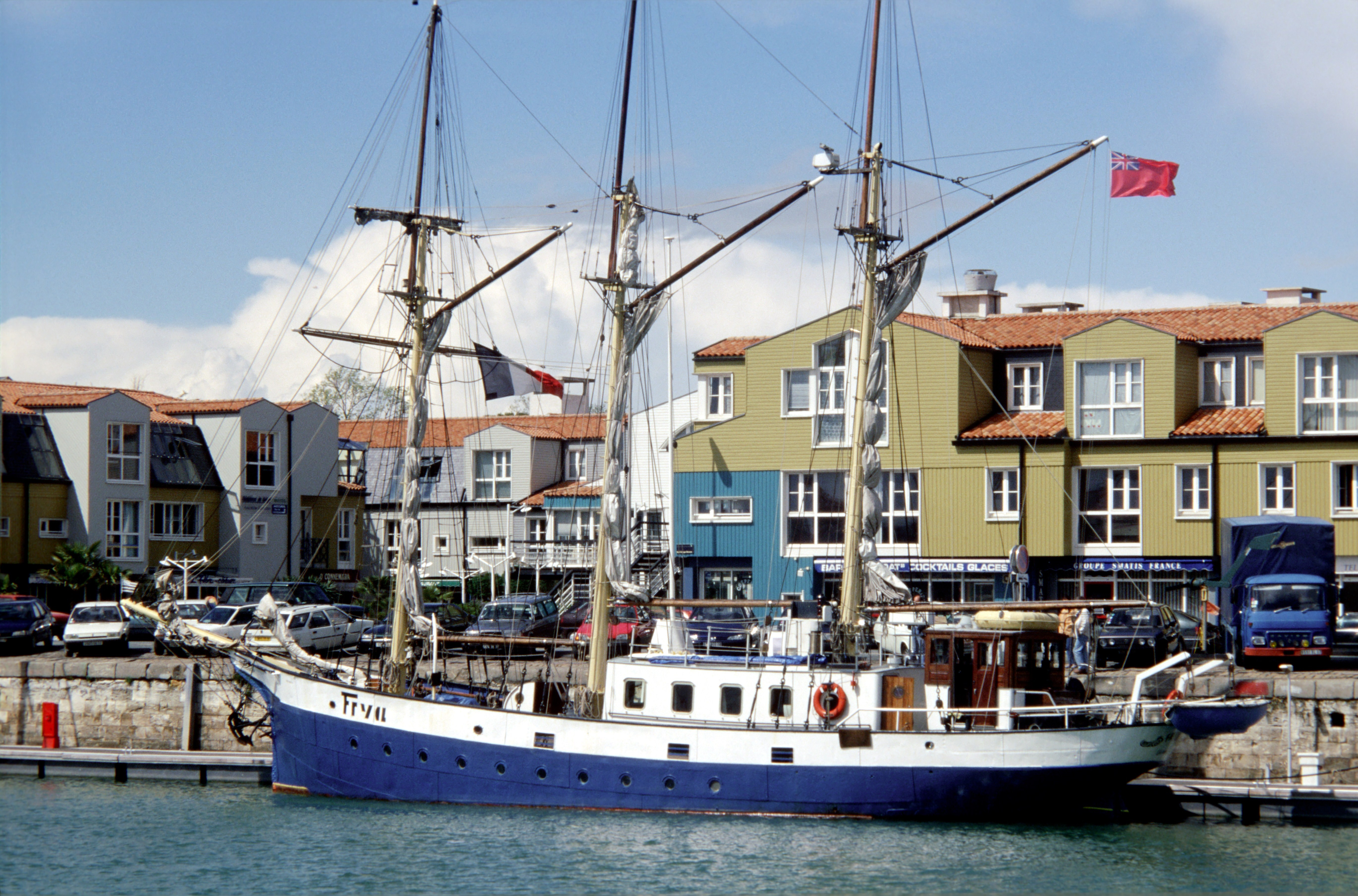
Frya à La Rochelle
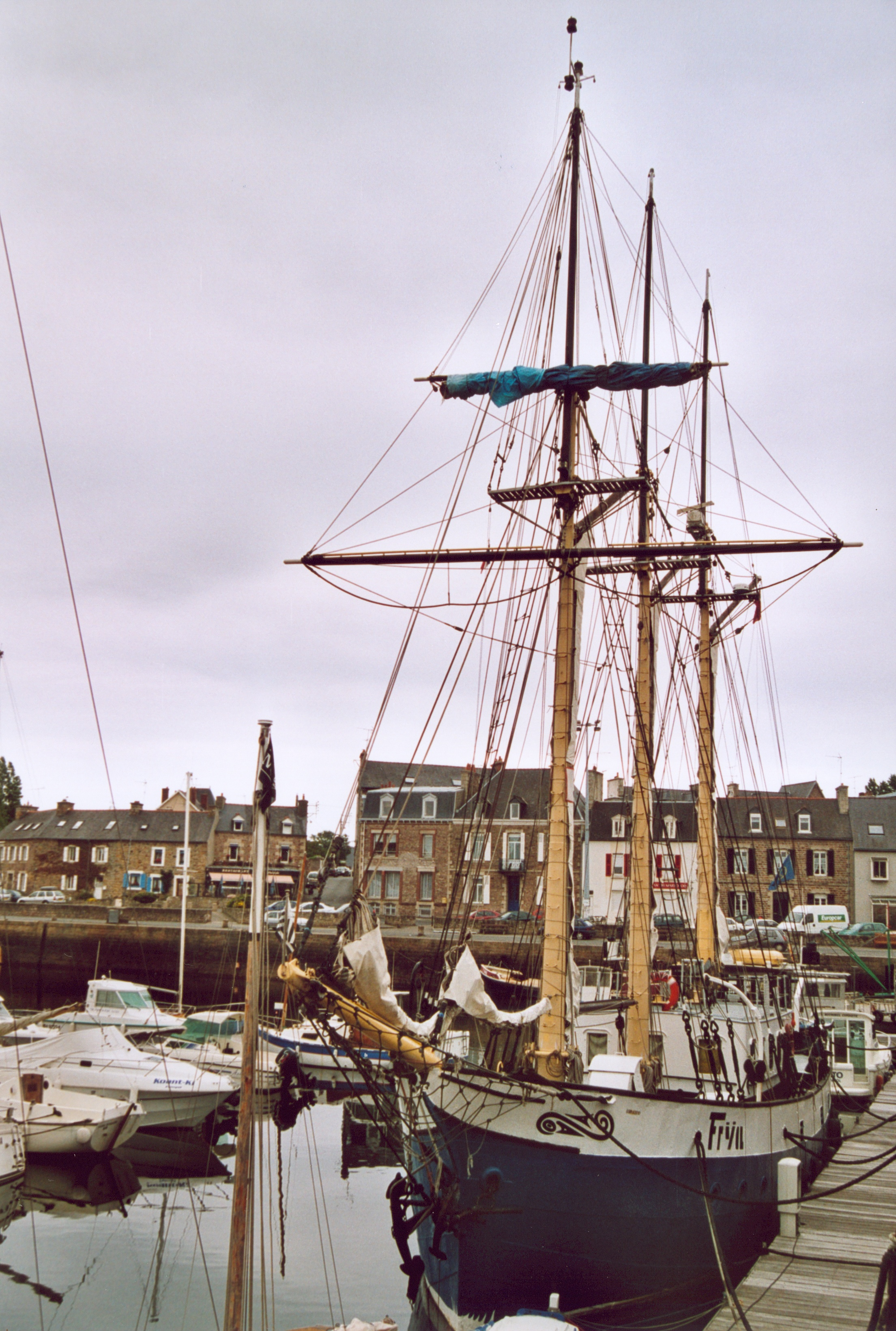
Le Frya à Paimpol